# Yondé-Peulh
Ne doit pas être confondu avec Yondé.
Yondé-Peulh est une commune située dans le département du Yondé de la province de Koulpélogo dans la région du Centre-Est au Burkina Faso.